# Carlo Benetton
Carlo Benetton (ur. 26 grudnia 1943 w Treviso, zm. 10 lipca 2018 tamże) – włoski przedsiębiorca, miliarder, współzałożyciel Benetton Group.
W 1965 założył wraz z trojgiem rodzeństwa – Giulianą, Gilberto i Luciano - przedsiębiorstwo Benetton Group, będące posiadaczem znanej marki United Colors of Benetton. Carlo był najmłodszy z rodzeństwa. Magazyn Forbes szacował jego majątek na ok. 3 mld dolarów. Miał czworo dzieci. Zmarł na raka w dniu 10 lipca 2018.